# Elisabeth Pinedo
Elisabeth Pinedo Sáenz; znana jako Eli Pinedo; (ur. 13 maja 1981 w Amurrio) – hiszpańska piłkarka ręczna grająca na pozycji lewoskrzydłowej. Brązowa medalistka olimpijska 2012. Dwukrotna wicemistrzyni Europy (2008 oraz 2014). Brązowa medalistka mistrzostw Świata (2011). Obecnie występuje w hiszpańskiej Lidze ASOBAL Kobiet, w drużynie Balonmano Bera Bera.

## Sukcesy

### reprezentacyjne
- brązowa medalistka igrzysk olimpijskich 2012 w Londynie
- srebrna medalistka mistrzostwa Europy 2008 i 2014
- brązowa medalistka mistrzostw Świata 2011

### klubowe
- złota medalistka mistrzostw Hiszpanii 2009, 2013, 2014, 2015
- srebrna medalistka mistrzostw Hiszpanii 2011
- brązowa medalistka mistrzostw Hiszpanii 2006
- zdobywczyni pucharu Królowej 2013, 2014
- zdobywczyni superpucharu Hiszpanii 2012, 2013, 2014, 2015
- zdobywczyni pucharu EHF 2009
- finalistka pucharu EHF 2008